# Stallbacka

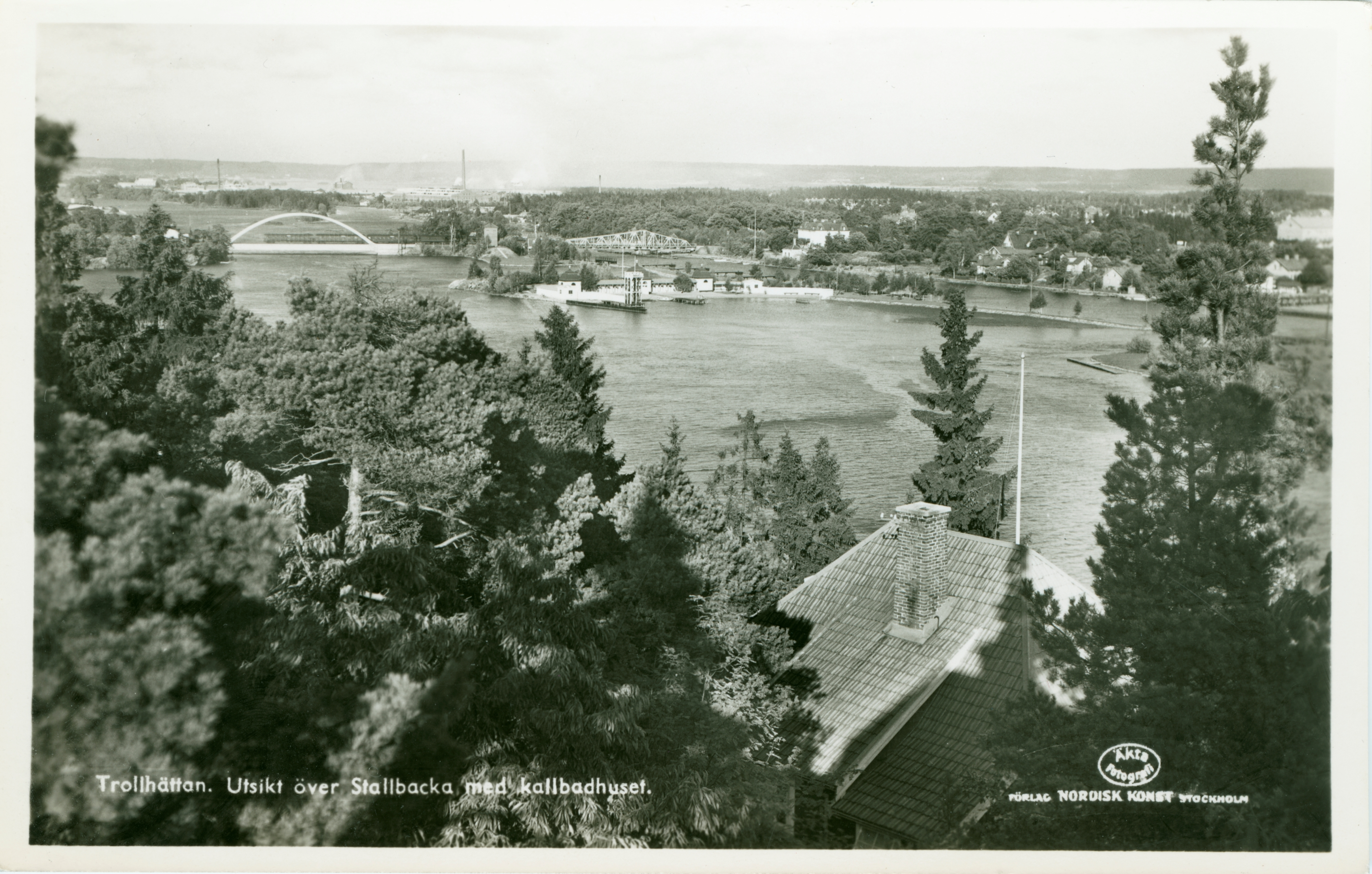
Utsikt från västra sidan av Göta älv över Stallbacka. Kallbadhuset på ön Mossberget ligger mitt i bilden.

Stallbacka är ett industriområde i Trollhättan. I dagligt tal inkluderas även Malöga industriområde i begreppet.•
På norra delen av Stallbacka (den del som egentligen heter Malöga) ligger stadens och fyrstads-regionens största företag, GKN Aerospace Sweden (tidigare Volvo Aeros flygmotorfabrik, tidigare Flygmotor AB) med 2 300 anställda, som grundades 1930 och flyttade hit strax efteråt. Av de andra företagen på Stallbacka kan nämnas Parker Hannifin, Finnveden Powertrain AB, Coor Service Management, Vicura AB och EDS Sweden AB, med några hundra anställda var. Flera av dem är avknoppade ur eller på annat sätt nära relaterade till Volvo Aero.
Tidigare hade även Saab Automobile en bilfabrik och en utvecklingsavdelning med totalt 3 200 anställda på området. Fabriken stängdes 2011 på grund av konkurs.
Mellan Stallbacka och Överby löper Stallbackabron, på vilken E45 och riksväg 44 korsar Göta älv.

## Övrigt
- Stallbacka nämns i Peter LeMarcs låt "Little Willie John".
- På Stallbacka hittar man även motorklubben SMK Trollhättans område med crossbanor, rallycross/folkracebana och RC banor både för asfalt och offroad.